# China Cargo Airlines

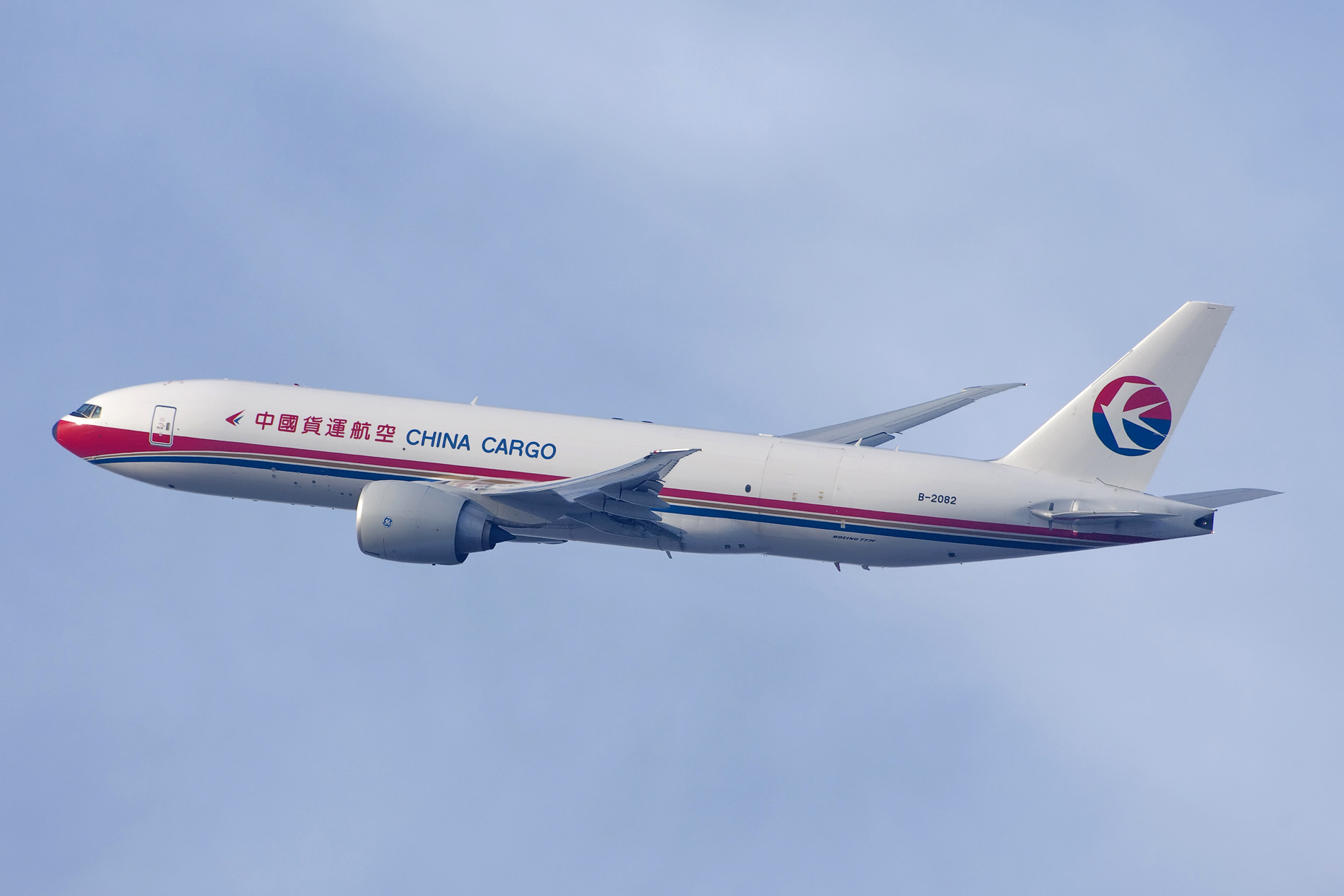
Boeing 777F авиакомпании China Cargo Airlines

China Cargo Airlines — китайская грузовая авиакомпания со штаб-квартирой в Международном аэропорту Хунцяо в Шанхае, Китайская Народная Республика. Это первая в Китае полностью грузовая авиакомпания, предоставляющая специализированные грузовые услуги с использованием маршрутной структуры China Eastern Airlines. Хаб авиакомпании находится в Международном аэропорту Пудун.

## История
Авиакомпания была основана 30 июля 1998 года и начала свою деятельность в октябре 1998 года. Она была основана как совместное предприятие China Eastern Airlines (70%) и China Ocean Shipping (30%). Она ненадолго сменила название на China Eastern Airlines Cargo и снова вернулась к своему первоначальному названию в 2004 году.
Её материнская компания China Eastern Airlines достигла соглашения о вливании большего капитала в грузовую авиакомпанию. Его доля упала с 70 процентов до чуть более 51 процента. Доля China Ocean Shipping сократилась до 17 процентов. Это позволило Singapore Airlines Cargo инвестировать до 16 процентов в грузовую авиакомпанию. Кроме того, EVA Air также приобрела 16-процентную долю авиакомпании.
Great Wall Airlines и Shanghai Airlines Cargo произвели слияние с China Cargo Airlines.

## Флот

### Нынешний флот

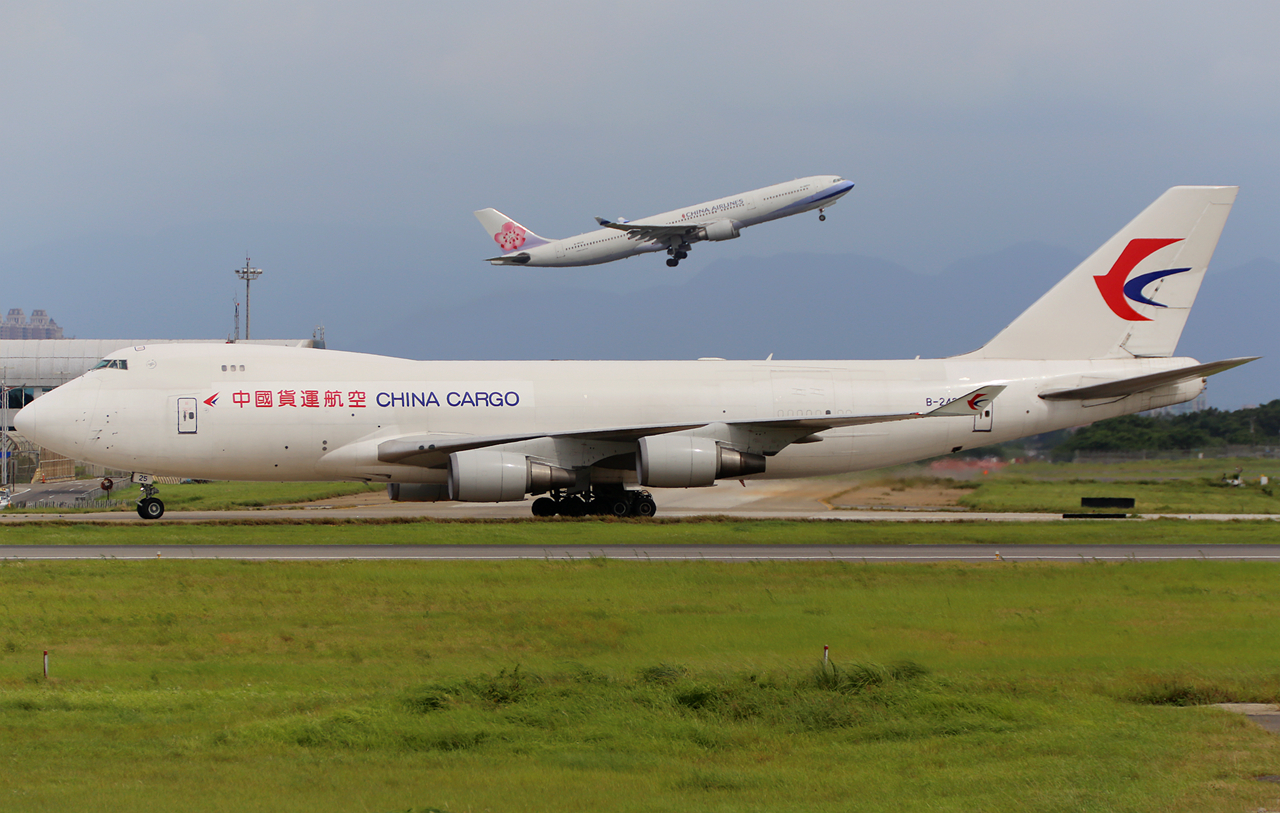
Boeing 747-400ERF авиакомпании China Cargo Airlines

По данным на февраль 2022 года флот China Cargo Airlines состоит из следующих самолётов:
| Тип               | Эксплуатируется | Заказано | Регистрационные номера                                         | Примечания |
| ----------------- | --------------- | -------- | -------------------------------------------------------------- | ---------- |
| Boeing 747-400ERF | 2               | —        | B-2425 B-2426                                                  |            |
| Boeing 777F       | 9               | —        | B-2076 B-2077 B-2078 B-2079 B-2082 B-2083 B-220E B-220F B-221S |            |
| Всего             | 11              | —        |                                                                |            |

### Бывший флот
| Тип                      | Количество | Год ввода | Год вывода | Примечания                                                                                         |
| ------------------------ | ---------- | --------- | ---------- | -------------------------------------------------------------------------------------------------- |
| Boeing 747-400BCF        | 2          | 2011      | 2015       | Достались после слияния с Great Wall Airlines                                                      |
| Boeing 747-400F          | 2          | 2011      | 2020       | Один продан Singapore Airlines Cargo                                                               |
| Boeing 757-200PCF        | 2          | 2011      | 2015       | Достались после слияния с Shanghai Airlines Cargo Один продан Atlas Air                            |
| McDonnell Douglas MD-11F | 9          | 2004      | 2015       | Достались после слияния с Shanghai Airlines Cargo Шесть самолетов проданы компании Sky Lease Cargo |
| Всего                    | 14         |           |            | |